# Philipp Marceta
Philipp Marceta (* 5. Jänner 1993 in Wien) ist ein österreichischer Fußballtorwart.

## Karriere
Marceta begann seine Karriere beim FK Austria Wien. Zur Saison 2001/02 wechselte er zum First Vienna FC. Im März 2004 kam er in die Jugend des FC Stadlau. Zur Saison 2006/07 wechselte er zum SC Obersiebenbrunn. Zur Saison 2007/08 kehrte er zur Austria zurück, wo er drei Spielzeiten lang in der Akademie spielte.
Zur Saison 2010/11 schloss er sich dem Regionalligisten SC Ostbahn XI an. Für die Wiener kam er allerdings zu keinem Einsatz in der Regionalliga. Nach einem halben Jahr bei Ostbahn wechselte er im Jänner 2011 nach Niederösterreich zum siebtklassigen ASK Mannersdorf. Bei Mannersdorf kam er zu zwei Einsätzen in der 1. Klasse. Zur Saison 2011/12 schloss er sich dem fünftklassigen SC Lassee an. Für Lassee absolvierte er ein Spiel in der 2. Landesliga. Zur Saison 2012/13 wechselte Marceta zum viertklassigen SC Mannsdorf. Für Mannsdorf kam er in seiner ersten Spielzeit zu vier Einsätzen in der Landesliga. Nach weiteren vier Einsätzen in der Saison 2013/14 wechselte er in der Winterpause zurück nach Wien zum fünftklassigen WAF Brigittenau. In der Oberliga kam er zu einem Einsatz für den Verein.
Zur Saison 2014/15 wechselte Marceta zum Regionalligisten SC-ESV Parndorf 1919. Nach einem halben Jahr ohne Einsatz für die Burgenländer wechselte er im Jänner 2015 nach Irland zu Athlone Town. Nach einem halben Jahr bei Athlone verließ er den Verein im Sommer 2015. Im Jänner 2016 kehrte er, nach rund einem halben Jahr ohne Verein, wieder nach Parndorf zurück. Dort kam er abermals nicht in der Regionalliga zum Einsatz, absolvierte allerdings ein Spiel für die zweite Mannschaft in der Burgenlandliga. Zur Saison 2016/17 schloss sich Marceta dem Ligakonkurrenten SC Ritzing an. Bei Ritzing spielte er in der ersten Mannschaft keine Rolle, kam allerdings zu 16 Einsätzen für die Reserve in der fünftklassigen II. Liga. Nachdem sich die Burgenländer aus der Regionalliga zurückgezogen hatten, verließ er den Verein nach der Spielzeit 2016/17.
Nach zwei Saisonen ohne Verein wechselte er zur Saison 2019/20 nach Deutschland zum Regionalligisten SV Heimstetten. Sein erstes und einziges Spiel in der Regionalliga absolvierte er im November 2019 gegen den TSV 1896 Rain. Im März 2020 wechselte er in die USA zum Drittligisten Forward Madison, nachdem er davor ein erfolgloses Probetraining beim MLS-Franchise Seattle Sounders absolviert hatte. Sein Debüt für Madison in der USL League One gab er im Juli 2020 gegen den North Texas SC. Für das Franchise kam er bis Saisonende zu acht Einsätzen in der League One. Nach dem Spieljahr 2020 verließ er Madison wieder.

## Persönliches
Marceta nahm im März 2017 an der Millionenshow teil.